# Micron Plastics
Micron Plastics war ein britischer Hersteller von Automobilen.

## Unternehmensgeschichte
Bill Ashton, Roger Everett, Mike Eyre sowie die Brüder Sandy und Tony Wemuss gründeten das Unternehmen 1954 oder 1955. Der Sitz war am Woodcock Hill in Rickmansworth in der Grafschaft Hertfordshire. Die Produktion von Automobilen und Kits begann. Der Markenname lautete Microplas. 1959 endete die Fahrzeugproduktion. Insgesamt entstanden etwa 1090 Exemplare. Im Bereich Boote und Hardtops war das Unternehmen noch bis in die 1980er Jahre aktiv.

## Fahrzeuge

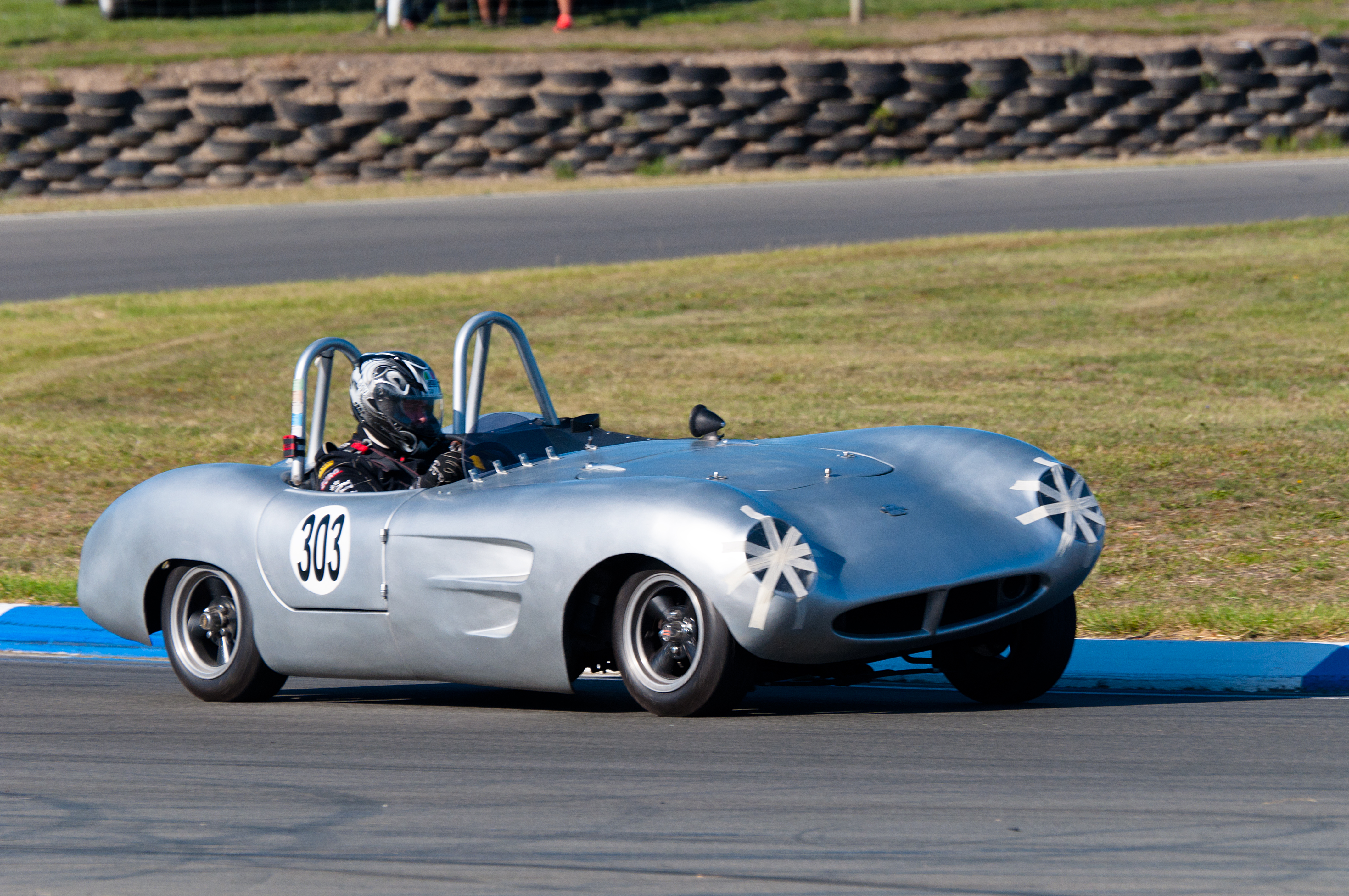
Rennwagen mit Mistral-Karosserie

Von 1955 bis 1959 standen vier Modelle im Angebot. Dabei handelte es sich um offene Zweisitzer mit einer Karosserie aus glasfaserverstärktem Kunststoff.
Erstes Modell war der Stiletto auf dem Fahrgestell des Austin 7. 500 Exemplare entstanden. Der 1986 erschienene Hawthorn von Pilgrim Cars ähnelt diesem Modell.
Der im Frühling 1955 vorgestellte Mistral kam auf die gleiche Produktionszahl. Der Ford Ten bildete die Basis. Der Electron von Fairthorpe war ähnlich.
40 Exemplare entstanden vom Scimitar auf Basis Austin 7.
Bill Ashton war der Designer des letzten Modells, des Toledo. Die Karosserie war für Fahrgestelle mit 203 bis 213 cm (80 bis 84 Inch) Radstand ausgelegt. Micron Plastics fertigte 50 Exemplare.